# 이중 노출 (1995년 영화)
《이중 노출》(영어: Kiss of Death)은 미국에서 제작된 1995년 범죄 스릴러 영화이다. 1947년 동명 영화의 리메이크작이다. 바르베 슈뢰되르가 연출과 제작을 맡았으며, 데이비드 커루소, 새뮤얼 L. 잭슨, 니컬러스 케이지 등이 출연하였다.

## 줄거리
지미 킬마틴은 형기를 마치고 출소한 후 애스토리아에서 문제를 일으키지 않고 얌전히 지낸다. 하지만 어느 날 사촌 로니가 범죄 조직 두목 "리틀 주니어" 브라운이 얽혀있는 대규모 차량 절도 중 위험한 상황에 처하면서 지미에게 도움을 청하고, 일이 잘못돼 지미는 체포되어 다시 감옥에 들어간다. 몇 년 후 싱싱에 있는 지미에게 지방 검사 프랭크 지올리가 솔깃한 제안을 한다. 리틀 주니어에게 접근하여 오마라는 마약상의 체포를 돕는다면 사면을 받게 해주겠다는 것이다.

## 출연
- 데이비드 커루소 - 지미 킬마틴 역
- 새뮤얼 L. 잭슨 - 캘빈 하트 형사 역
- 니컬러스 케이지 - 주니어 "리틀 주니어" 브라운 역
- 헬렌 헌트 - 베벌리 "베브" 킬마틴 역
- 빙 레임스 - FBI 요원 오마 역
- 스탠리 투치 - 지방 검사 프랭크 지올리 역
- 캐스린 어비 - 로지 더미코킬마틴 역
- 마이클 래퍼포트 - 로니 개넌 역
- 필립 베이커 홀 - 주니어 "빅 주니어" 브라운 역
- 앤서니 힐드 - 잭 골드 변호사 역
- 케이티 서고나 - 코리나 킬마틴, 4살 역
- 존 코스텔로 - 클리리 형사 역
- 앤 미라 - 베브의 어머니 역
- 케빈 코리건 - 도난된 인피니티를 파는 청년 역
- 호프 데이비스 - 주니어의 여자친구 역
- 폴 칼더론 - 잠복 수사 중인 FBI 요원 역 (크레디트 미기재)
- 제이 O. 샌더스 - FBI 상급 요원 역 (크레디트 미기재)

## 기타 제작진
- 공동 제작: 리처드 프라이스
- 협력 제작: 크리스 브리검
- 미술: 멜 본
- 의상: 시어도라 밴렁클

## 우리말 녹음
KBS 성우진 (2000년 3월 18일)
- 오세홍 - 지미 킬마틴(데이비드 커루소)
- 김준 - 캘빈 하트 경관(새뮤얼 L. 잭슨)
- 이정구 - 리틀 주니어 브라운(니컬러스 케이지)
- 손정아 - 베벌리 킬마틴(헬렌 헌트) / 베벌리의 엄마(앤 미라) / 코리나(린지 J. 린)
- 정미숙 - 로지 더미코(캐스린 어비) / 리틀 주니어의 여친(호프 데이비스)
- 유민석 - 오마(빙 레임스)
- 강구한 - 프랭크 지올리 검사(스탠리 투치)
- 온영삼 - 빅 주니어(필립 베이커 홀) / 판사(마크 해머)
- 김태웅 - 잭 골드(앤서니 힐드)
- 김관진 - 로니 개넌(마이클 래퍼포트)
- 전인배 - 리틀 주니어의 부하(앨런 K. 번스틴) / 연방 검사(에드워드 맥도널드)
- 김소형 - 리틀 주니어의 부하(토니 쿠치)
- 이원준 - 클리리 형사(존 코스텔로)